# Лозова (притока Мурафи)

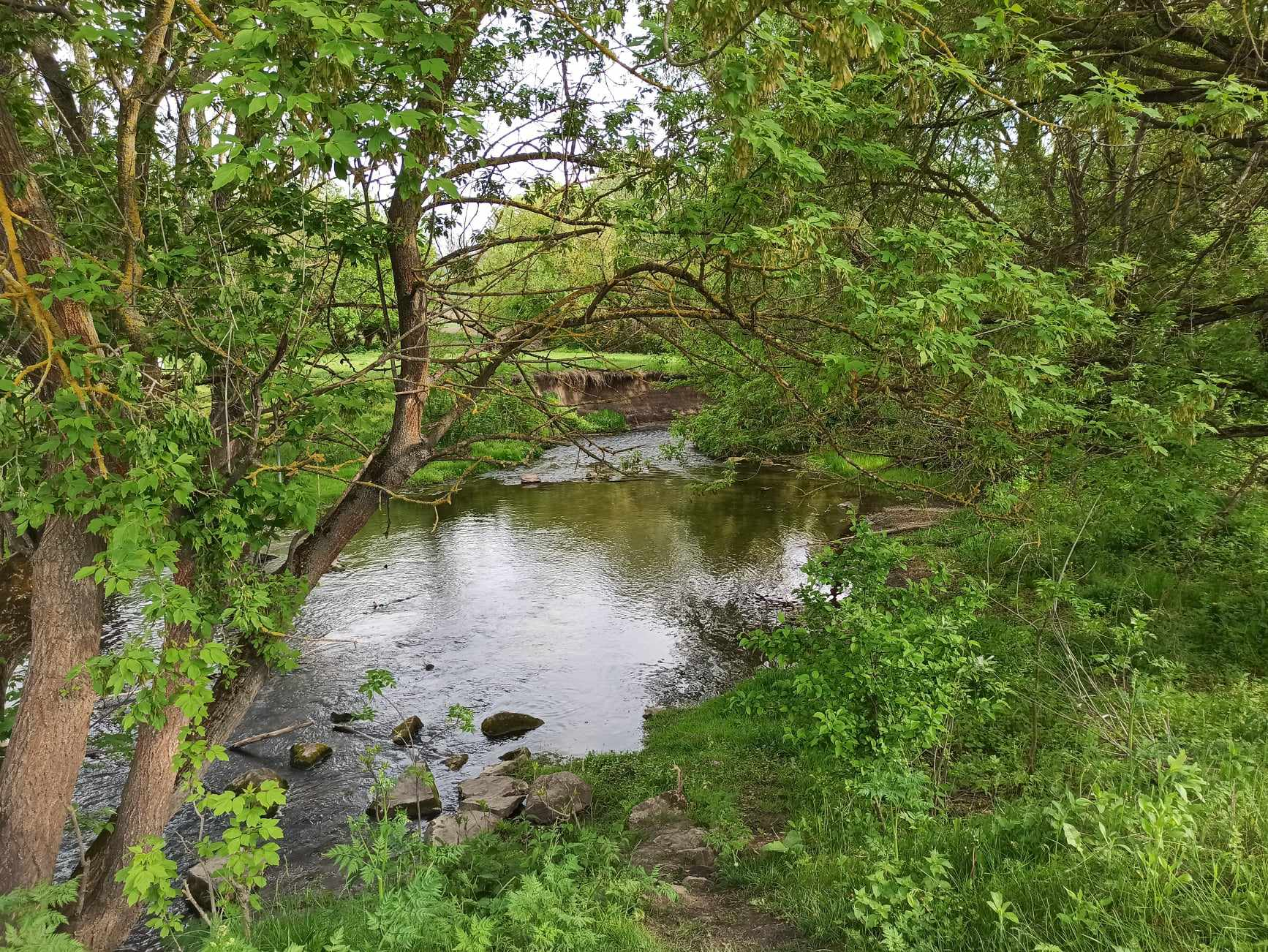
Річка Лозова в селі Лозове

Лозова́  (інша назва Гнила) — річка в Україні, в межах Барського, Шаргородського, Чернівецького та (частково) Могилів-Подільського районів Вінницької області. Права притока Мурафи (басейн Дністра).

## Загальні відомості
Довжина 62 км, площа басейну 374 км². Похил річки 3,4 м/км. Долина завширшки до 1,3 км. Заплава симетрична, її пересічна ширина 100—200 м, подекуди до 350 м; є заболочені ділянки. У верхній течії є декілька великих ставків.
Річка Лозова є притокою другого порядку річки Дністер, адже ті води, які вона приносить до Мурафи потрапляють до нього.

## Розташування
Лозова бере початок на околиці села Попівці. Тече спершу на південний схід, у середній та нижній течії — на південь. Впадає до Мурафи при селі Вила-Ярузькі.
Найкрасивішою її ділянкою є нижня течія — від села Гонтівки до Вил-Ярузьких.
Майже 2/3 свого шляху річка проходить через села. Річку можна розділити на 3 частини:
- верхню — від витоку до с. Біляни;
- середню — Біляни — Гонтівка (до млина);
- нижню — Гонтівка — Вила-Ярузькі.

## Про назву річки

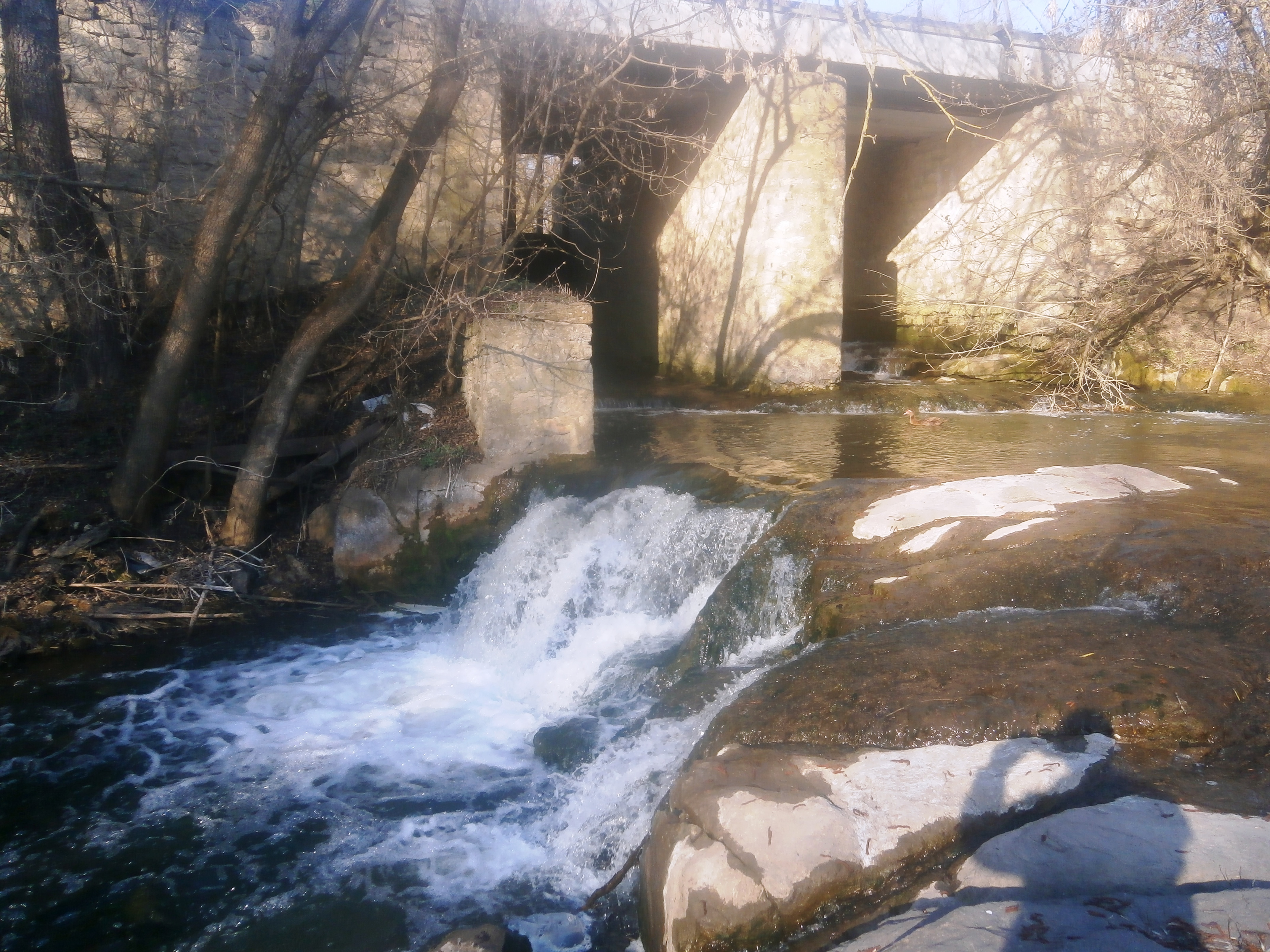
Виходи граніту на річці Лозовій у селі Біляни

Є декілька версій походження назви річки. Перша із них говорить про те, що свою назву Лозова отримала від села Лозова Шаргородського району, через яке вона протікає. За іншою версією назва походить від того, що долиною річки ростуть лози, звідси і назва — Лозова. Назва села пішла від назви річки, а не навпаки. Ця версія логічніша, адже назву річки мають аж два села, які на ній розташовані, село Лозова Шаргородского района i село Лозове Ченівецького району, а берегами річка дійсно має щільні зарослі верболозів.

## Притоки
Найбільші притоки: Погреби і Кадуб (праві), Тепличка (ліва). В нижній течії річка має невеликі праві притоки завдовжки до 3 км. Це два струмки в селі Лозова, струмок, який тече із села Вільне, та другий струмок і третій із села Садки.

## Геологічна будова долини
В основі місцевості, якою протікає річка Лозова, лежить південно-західна частина Українського кристалічного щита. Про це свідчать численні виходи гранітів по її долині, починаючи від села Гонтівка. Одним із цікавих явищ є кварцові жили у вивітрілому граніті в селі Садки Могилів-Подільського району. На цьому прикладі яскраво прослідковується різна міцність мінералів, що є складовими частинами граніту. Польовий шпат під дією зовнішніх факторів перетворився на пісок і глину, а кварц, який стійкий проти руйнування, залишився. Гранітний шар по долині річки в багатьох місцях вкритий вапняками (с. Лозове) та пісковиком (с. Садки), є також місця залягання піску.

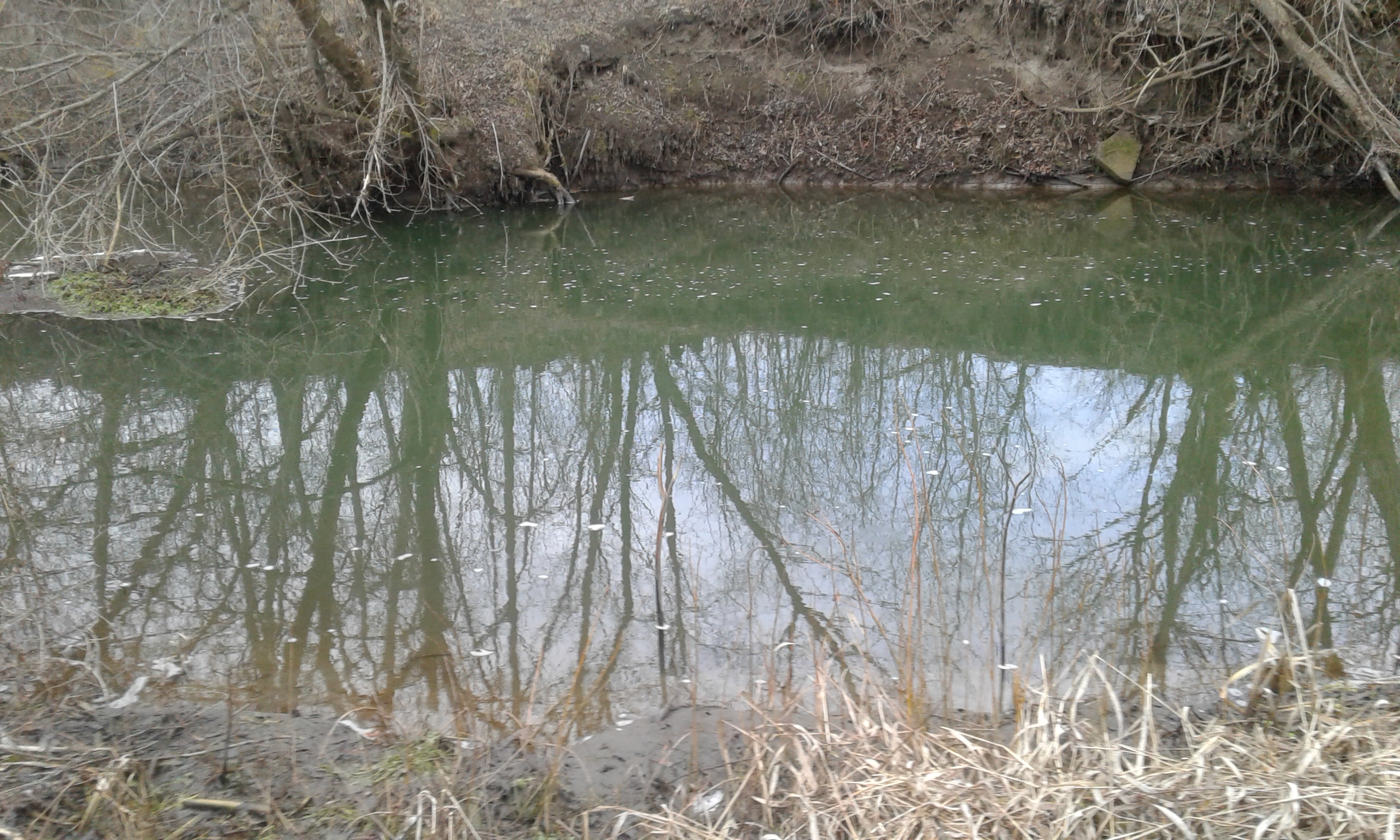
Річка Лозова в селі Вила-Ярузькі

Протягом багатьох сотень років річка дуже сильно змінила рельєф місцевості. В результаті глибинної та площинної ерозії утворилася глибока річкова долина, порізана ярами від тимчасових водних потоків. Рельєф має яскраво виражений яружно-балковий характер.

## Клімат
Клімат території, де протікає річка, помірно континентальний. Середня температура липня +25 °C ,температура січня — 3 °C . Кількість опадів 450—500 мм.
У річковій долині сформувався специфічний мікроклімат, який дещо відмінний від довколишньої місцевості. По долині часто влітку бувають тумани, а весною заморозки. Північний схил отримує більше сонячної радіації ніж південний, оскільки вони розташовані під різними кутами до сонячних променів.

## Ґрунти, рослинність
Товщина ґрунтового шару в долині річки становить до 1,5 м. Тут ґрунт утворений із річкових наносів і є дуже родючим, вміст гумусу в ньому 10—15 %. На схилах долини товщина ґрунту зменшується, а в багатьох місцях на поверхню виступає материнська порода, на якій він утворився. Найбільша товщина ґрунту в селі Лозова, а вниз по течії вона поступово зменшується. Основний тип ґрунту — чорнозем. Це добре видно на незадернованих схилах ярів, які відходять від річкової долини.
Рослинний світ здебільшого змінений і створений людиною. Біля річки ростуть такі дерева: верба, вільха, клен ясенелистий, тополя. Ці дерева закріплюють береги, в таких місцях річка має завжди більшу глибину ніж там, де береги не закріплені. Класичним прикладом таких берегів служить ділянка русла річки нижче села Лозової, де по берегах ростуть велетенські столітні верби. Шкода, що з кожним роком кількість цих верб зменшується. Люди зрубують їх на паливо, або бездумно спалюють дуплисті дерева. З метою протиерозійних заходів у багатьох місцях у селі Лозова по схилах посаджені сосни, берези, акації. Насадження 30-річного віку майже наполовину втрачені внаслідок браконьєрських рубок. Крім того, по-варварськи калічать берези, збираючи із них сік кожної весни.
Природна рослинність збереглася на невеликих ділянках на правому схилі нижче села Садки. Це степові ділянки — на яких переважають злакові рослини. Круті схили долини в селі Садки зарослі кленом ясенолистим, ліщиною, бруслиною, шипшиною, грабом — вони називаються стінками (Садецька стінка). Ранньою весною в Садецькій стінці розцвітають проліски, конвалії, печіночниці, зірочники та інші квіти.
Клаптиком прадавнього степу є крутосхил на правому березі річки за 1 км від села Лозова вниз по течії. Тут росте горицвіт весняний. На цьому сонячному щовесни розцвітає бл. 1000 ніжно-жовтих квіток. Тут можна побачити сині квіти барвінку малого. На лівому схилі долини за 500 м вище села Коси на відслоненнях гранітів росте рідкісний вид папороті — воронець. Деякі скелі поросли мохами.

## Характеристика долини річки
При витіканні річки із села Лозова долина має симетричні корінні береги, але чим ближче до гирла, тим більше виражається асиметрія. Правий берег стає крутішим, а лівий пологішим. Нижче села Лозова спостерігається протилежна картина. Тераси по долині річки майже зовсім не виражені. В селі Лозова біля приміщення старої школи дуже чітко видно одну терасу, яку утворила річка — це єдиний випадок, де виражена тераса в усій нижній течії.
Ширина врізу долини різна: в Лозовій становить 1—1,5 км, на межі сіл Коси і Садки — до 1 км. Глибина врізання річкової долини в рельєф наростає по течії річки, і є максимальною біля гирла, становить бл. 150 м. Основними відкладами дна є пісок, глина, мул, галька. Із них утворені острови посеред річки між Лозовою та Косами. Русло має невеликий ступінь меандрування. Найчіткіше меандри виражені в селі Лозова. В результаті їхньої дії утворюються т. зв. кручі. В народі вони мають власні назви: Кривакова круча, Зарембова круча та інші. Глибина річки біля таких круч досягає 2 і більше метрів.
Між селами Лозова та Косами на річці є декілька острівців, утворених річковими наносами. Тут же яскраво виділяються старі порожнисті русла річки з округлими валунами.

## Живлення та режим річки
Максимальний рівень води в річці спостерігається навесні, під час танення снігу по долині річки. Як розповідають старожили, в таких випадках рівень води підіймався на 3—5 м і затоплювалась прибережна частина долини. Але в останні роки річка з берегів не виходить, оскільки їхня висота в селі Лозова становить 2—4 м. Річка розливається в тих місцях, де висота берега незначна; це ділянки нижче села Лозова. В 2003 році спостерігалась найбільша повінь за останні 30 років, у деяких місцях затопило городи і дорогу.
Найнижчий рівень води — взимку.
Головним джерелом живлення є дощове. Паводки на річці бувають у теплий період року, але вони різко не виражені тому, що у верхів'ї є багато ставків. На другому місці — підземне живлення. По долині від села Гонтівка до села Вила-Ярузькі є декілька десятків джерел, вода від яких стікає в річку. Є також випадки, коли джерела б'ють із дна русла.
Тепловий режим річки змінюється за сезонами. Найвища температура води 15—20 — спостерігається у липні, найнижча у січні — 0 °C. Згідно зі спостереженнями, найчистіша вода в зимовий період, наймутніша — у весняно-літній, що викликано дощами і значним площинним змивом.
Швидкість течії річки неоднакова на різних ділянках. У місцях, де немає виходу в руслі гранітів, течія спокійна і становить від 0,2—0,3 м/с до 1 м/с. А в місцях, де русло не може розмити гірські породи (глину і граніт), утворюються бистрини, швидкість становить 2—3 м/с. Шум від таких бистрин чути на сотні метрів від русла.
За свідченнями старожилів, у 40—50 рр. XX ст. річка замерзала на початку грудня, льодостав встановлювався аж до середини березня. В останні роки річка повністю замерзала взимку 1986—87 рр, а в інші роки крига встановлювалась не більше, як на 1—2 тижні. Товщина льоду взимку 1992—93 рр. в річці нижче села Лозова становила 20—25 см. Раніше річка була повноводнішою, глибокою тому, що всі відклади змивалися під час весняного льодоходу. Місцями крига навіть зупиняла течію річки по руслі і вона прокладала інше русло, що в сучасному рельєфі нагадує невелику заглибину, яка сполучає по прямій русло в місцях меандрів.

## Іхтіофауна
Іхтіофауна водотоку не вирізняється особливим різноманіттям. У Лозовій можна нарахувати бл. 20 видів. Це такі риби як карась, короп, судак, піскар, в'юн, шипівка, білизна, марена, щука, бички, колючка, гірчак, плітка, краснопірка, йорж, окунь. Зменшення кількості видів та чисельності риб пов'язано із різким обмілінням річки в останнє десятиріччя. Раніше русло річки утворювало багато круч, глибина в яких сягала до трьох метрів. У них знаходили собі місце для життя багато риб. Тепер майже всі кручі замулилися, стає дедалі менше місць придатних для нересту. Неодноразово в річку потрапляли отрутохімікати, що спричиняло масову загибель риби. Рідкістю стали великі екземпляри риб, які не можуть заховатися в обмілілій річці. Масове браконьєрство також вплинуло на кількісне та видове різноманіття. Рибу виловлюють такими забороненими засобами, як екран, сітки, саки тощо. Останнім часом застосовують найбільш варварський метод — електровудочки. Струмом убивається все живе — від великих риб до мальків, раків, беззубок та інших мешканців екосистеми річки. Проходить руйнація ланцюгів живлення, властивих для водних організмів. Майже повністю зникли в річці раки, беззубки і такі види риб: щука, йорж, марена.

## Господарське використання та проблеми
Господарське використання річки незначне. Ще на початку XX ст. в селі Лозовому був водяний млин, руїни водяного млина є в селі Коси. Працює млин лише у селі Гонтівка. Люди використовують воду для поливу городів та для інших господарських потреб.
Забруднення річки відбувалося через змив з полів мінеральних добрив та отрутохімікатів. Особливо це стало актуальним в останні роки, коли земля здана в оренду.
У Лозівській СЗШ І-ІІІ ступенів створено екологічну стежку. Однією з її зупинок є «Мала річка». Тут при проведенні екскурсій учні-екскурсоводи розповідають про красу та проблеми річки, розкривають можливі шляхи їхнього вирішення.